# 八幡町立小那比中学校
八幡町立小那比中学校（はちまんちょうりつ おなびちゅうがっこう）は、かつて岐阜県郡上郡八幡町（現・郡上市）に存在した公立中学校。

## 概要
- 郡上郡八幡町（旧・西和良村小那比・野々倉）の中学校であった。1987年、八幡西中学校に統合され廃校。
- 校舎（木造2階建）は現存する[1]。グラウンドは旧・小那比中学校グラウンドとして使用されている。
- 廃校後は八幡西中学校の校区となったが、郡上市発足後、より近い郡上市美並町の郡南中学校校区に変更された[2]。

## 沿革
- 1947年（昭和22年）
  - 4月1日 - 郡上郡西和良村に、西和良村立小那比中学校として開校。小那比小学校[注釈 2]に併設。
  - 5月3日 - 開校式。
- 1949年（昭和24年） - 現在地に新築移転。
- 1950年（昭和25年）12月 - 小那比小学校との併設を解消し、単独校となる。
- 1954年（昭和29年）12月15日 - 八幡町、相生村、川合村、口明方村、小那比村が合併し、八幡町が発足。同時に八幡町立小那比中学校に改称する。
- 1998年（平成10年）3月 - 八幡西中学校に統合され、廃校。